# Joy Lauren
Lauren Joy Jorgensen, nota come Joy Lauren (Atlanta, 18 ottobre 1989), è un'attrice statunitense.
Deve la sua fama all'interpretazione di Danielle Van De Kamp nella famosa serie Desperate Housewives.
È apparsa anche in una puntata di Lizzie McGuire e in una di Private Practice.

## Filmografia parziale

### Cinema
- House of Dust, regia di Alejandro Daniel Calvo (2012)

### Televisione
- Lizzie McGuire - Serie TV, episodio 2x17 (2002)
- Desperate Housewives - Serie TV, 78 episodi (2004-2011)
- Private Practice - Serie TV, episodio 1x08 (2007)

## Doppiatrici italiane
Nelle versioni in italiano delle opere in cui ha recitato, Joy Lauren è stata doppiata da:
- Letizia Ciampa in Desperate Housewives - I segreti di Wisteria Lane
- Rossa Caputo in The Closer